# Davor Kus
Davor Kus (Rijeka, 21 de Julho de 1978) é um basquetebolista profissional croata, atualmente joga no Benetton Treviso.

## Carreira
Rudez representou a Seleção Croata de Basquetebol nas Olimpíadas de 2008, que ficou em 6º lugar.